# Joaquín Panichelli
Joaquín Panichelli (Córdoba, 7 ottobre 2002) è un calciatore argentino, attaccante dello Strasburgo.

## Carriera
Panichelli è cresciuto nel settore giovanile del River Plate, che ha lasciato nel gennaio del 2023 per firmare con l'Alavés. Ha debuttato in prima squadra il 5 maggio dello stesso anno nell'incontro di Segunda División pareggiato 1-1 contro il Granada. A fine anno il club basco è promosso in massima serie.
Il 3 febbraio 2024 Panichelli debutta nella Liga, subentrando a Samuel Omorodion nei minuti finali della partita persa per 1-3 contro il Barcellona all'Estadio de Mendizorroza. Colleziona complessivamente otto presenze, di cui due da titolare.
Nella stagione 2024-2025 viene ceduto in prestito al Mirandés, in Segunda División, al fine di raccogliere maggiore minutaggio ed esperienza. Trova come allenatore Alessio Lisci. Si mette in mostra come uno dei migliori realizzatori della serie cadetta.
Il 27 luglio 2025 viene ufficializzato il suo trasferimento in Francia allo Strasburgo per 16.5 milioni, con un contratto valido fino al 2030.
Debutta in Ligue 1 il 17 agosto 2025, segnando il gol decisivo per la vittoria per 1-0 contro il Metz.

## Statistiche

### Presenze e reti nei club
Statistiche aggiornate al 5 marzo 2025.
| Stagione        | Squadra         | Campionato      | Campionato | Campionato | Coppe nazionali | Coppe nazionali | Coppe nazionali | Coppe continentali | Coppe continentali | Coppe continentali | Altre coppe | Altre coppe | Altre coppe | Totale | Totale | Totale |
| Stagione        | Squadra         | Comp            | Pres       | Reti       | Comp            | Pres            | Reti            | Comp               | Pres               | Reti               | Comp        | Pres        | Reti        | Pres   | Reti   |        |
| --------------- | --------------- | --------------- | ---------- | ---------- | --------------- | --------------- | --------------- | ------------------ | ------------------ | ------------------ | ----------- | ----------- | ----------- | ------ | ------ | ------ |
| 2022-2023       | Alavés B        | SF              | 7          | 2          |                 | -               | -               |                    | -                  | -                  |             | -           | -           | 7      | 2      |        |
| 2022-2023       | Alavés          | SD              | 4          | 0          | CR              | 1               | 0               |                    | -                  | -                  |             | -           | -           | 4      | 0      |        |
| 2023-2024       | Alavés          | PD              | 8          | 0          | CR              | 0               | 0               |                    | -                  | -                  |             | -           | -           | 8      | 0      |        |
| 2024-2025       | Mirandés        | SD              | 27         | 13         | CR              | 0               | 0               |                    | -                  | -                  |             | -           | -           | 27     | 13     |        |
| Totale carriera | Totale carriera | Totale carriera | 46         | 15         |                 | 1               | 0               |                    | -                  | -                  |             | -           | -           | 47     | 15     |        |